# Хэмилтон, Лиза Гэй
Ли́за Гэй Хэ́милтон (англ. Lisa Gay Hamilton; род. 25 марта 1964, Лос-Анджелес) — американская актриса, наиболее известная по своей роли адвоката Ребекки Вашингтон в телесериале «Практика» (1997—2003). Хэмилтон также известна как режиссёр, она получила премию Пибоди за свой документальный фильм «Би: Чёрная Женщина говорит» о жизни Би Ричардс.

## Ранняя жизнь
Лиза Гэй Хэмилтон родилась в Лос-Анджелесе, штат Калифорния, но провела большую часть своего детства в Нью-Йорке на Лонг-Айленде. Она начала изучать актёрскую профессию, поступив в Университет Карнеги — Меллона, но спустя год перешла в Нью-Йоркский университет, который закончила в 1985 году. После она получила степень бакалавра искусств в Джульярдской школе в 1989 году.

## Карьера
Лиза Гэй Хэмилтон начала свою карьеру с выступлений на театральной сцене. Её первым заметным успехом стала роль в пьесе «Мера за меру», после чего она добилась успеха благодаря своим драматическим ролям. За роль постановке «Долина песен» в 1995—1996 годах она получила премии Obie и «Драма Деск» за лучшую женскую роль. Она получила свою вторую Obie в 2008 году за выступление в пьесе «Одно убийство в Огайо».
В 1997 году, после нескольких небольших ролей второго плана в фильмах «Изнанка судьбы», «12 обезьян» и «Джеки Браун», Хэмилтон получила одну из главных ролей в телесериале канала ABC «Практика», которая принесла ей три номинации на премию Гильдии киноактёров США. В перерывах между съемками она снялась в фильмах «Любимая» с Опрой Уинфри и «Настоящее преступление» с Клинтом Иствудом. В 2003 году она покинула сериал, а после сыграла одну из главных ролей в фильме «Девять жизней». 
В 2009—2011 годах она играла роль жены Андре Брауэра в телесериале «Мужчины среднего возраста». Её последующие роли на телевидении были в «Закон и порядок: Специальный корпус», «Анатомия страсти» и «Скандал».

## Частичная фильмография
- Изнанка судьбы (1990)
- 12 обезьян (1995)
- Джеки Браун (1997)
- Хэллоуин: 20 лет спустя (1998)
- Любимая (1998)
- Настоящее преступление (1999)
- Практика (телесериал) (1997—2003)
- Цена страха (2002)
- Девять жизней (2005)
- Список контактов (2008)
- Солист (2009)
- Мужчины среднего возраста (2009—2011)
- Страшно красив (2011)
- Укрытие (2011)
- Страшно красив (2011)
- Лавлэйс (2013)
- Пойти за сестёр (2013)
- Жизнь короля (2013)
- Без надежды на искупление (2013)
- Власть (2018)
- К звёздам (2019)
- Отчаянный ход (2019)